# Iperboloide

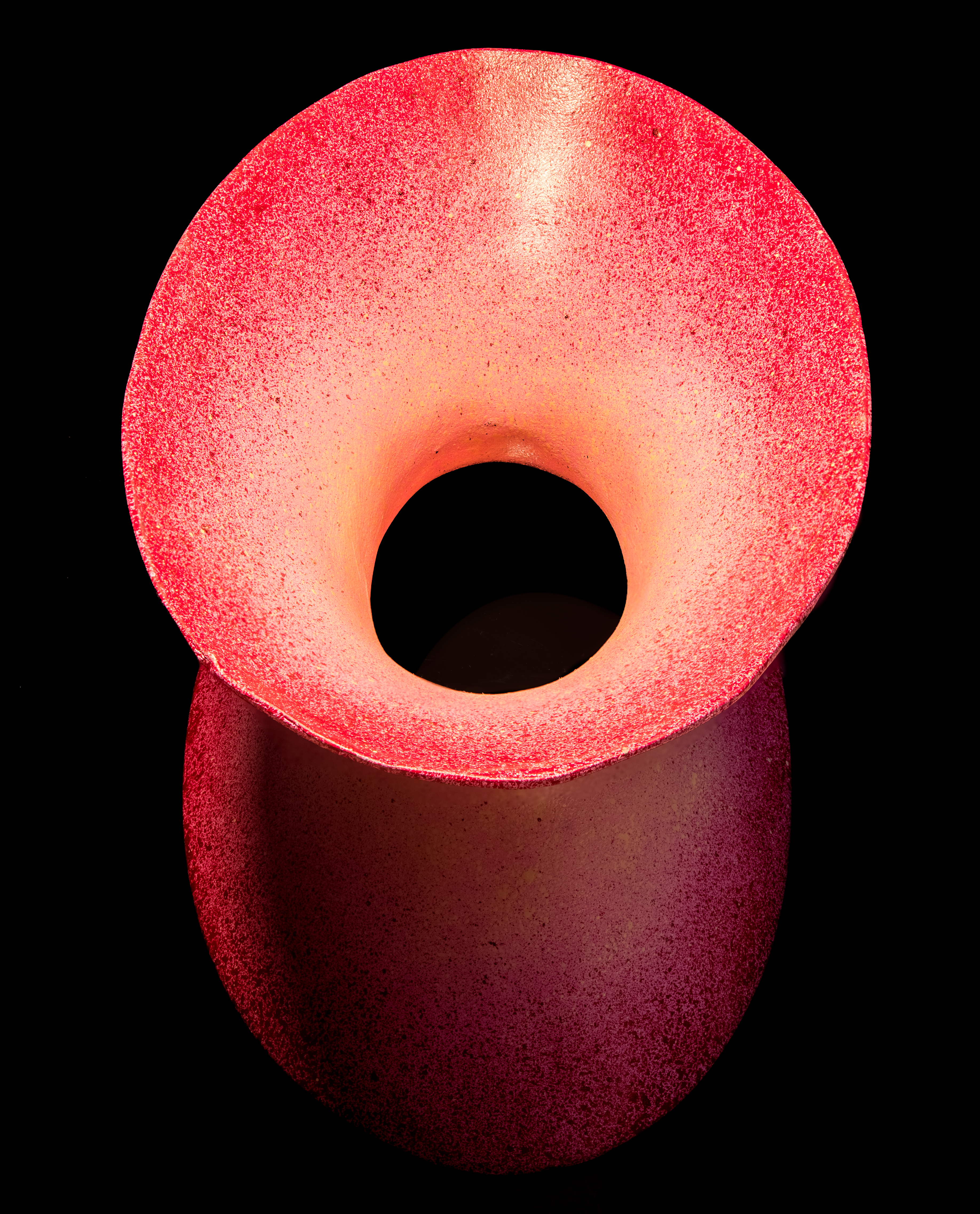
Superficie matematica di iperboloide di un foglio

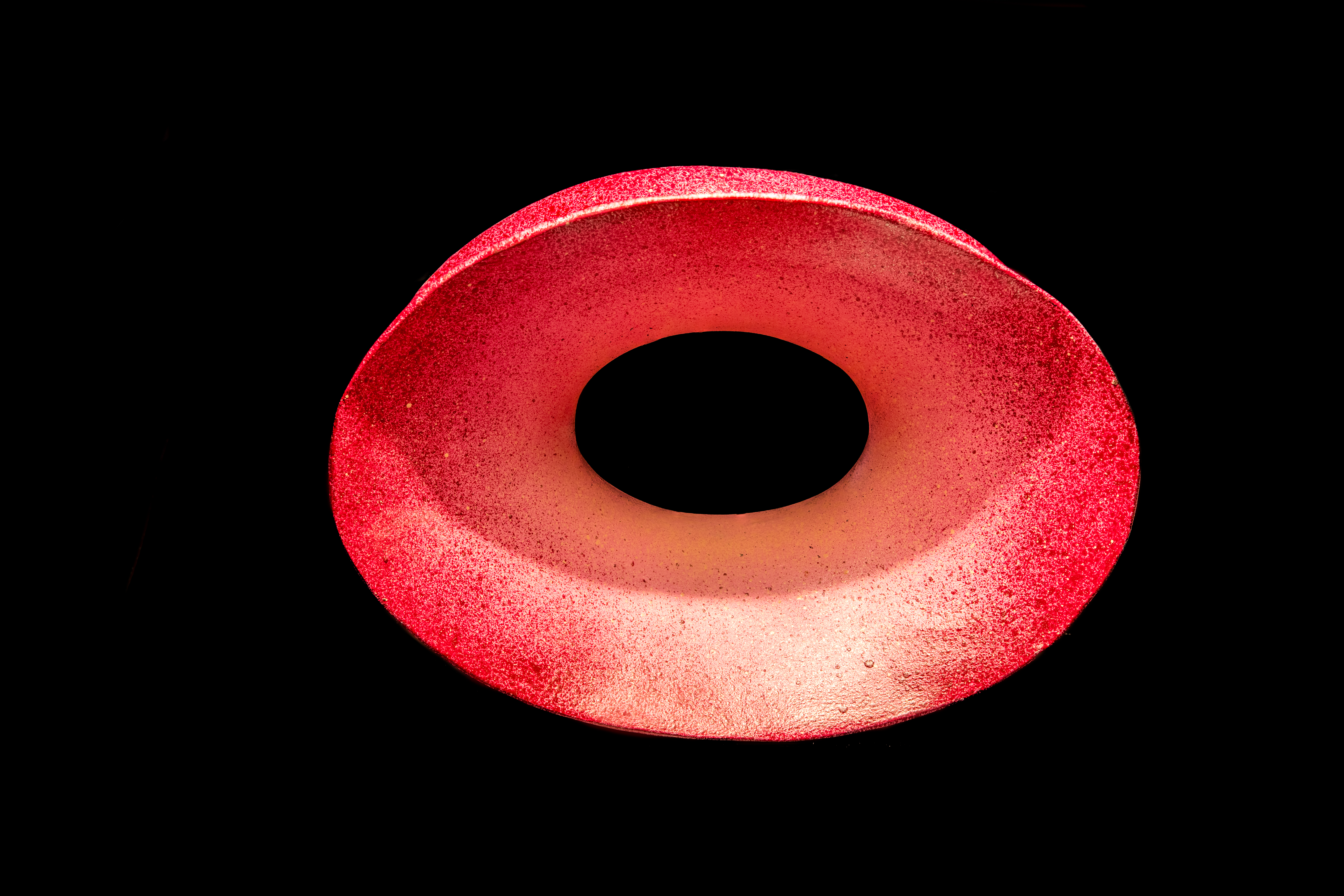
Superficie matematica di iperboloide di un foglio

In geometria un iperboloide è una quadrica, cioè un tipo di superficie nello spazio tridimensionale rappresentata da un'equazione polinomiale del secondo ordine nelle tre variabili spaziali. 

## Rappresentazione analitica
L'equazione canonica (cioè riferita ai propri assi principali) dell'iperboloide è della forma
{\displaystyle {x^{2} \over a^{2}}+{y^{2} \over b^{2}}-{z^{2} \over c^{2}}=1}    ,      iperboloide a una falda (iperboloide iperbolico),
oppure della forma
{\displaystyle -{x^{2} \over a^{2}}-{y^{2} \over b^{2}}+{z^{2} \over c^{2}}=1}    ,    iperboloide a due falde (iperboloide ellittico).
L'iperboloide a una falda si definisce anche iperboloide iperbolico in quanto tutti i suoi punti sono di tipo iperbolico. Un punto di una quadrica si dice iperbolico quando il piano tangente alla superficie in quel punto interseca la stessa superficie in due rette reali e distinte.
L'iperboloide a due falde si definisce anche iperboloide ellittico in quanto tutti i suoi punti sono di tipo ellittico. Un punto di una quadrica si dice ellittico quando il piano tangente alla superficie in quel punto interseca la stessa superficie in due rette immaginarie coniugate.
Nel caso dell'iperboloide a due falde, nel piano z = 0 non esistono soluzioni reali, mentre ne esistono infinite nel caso dell'iperboloide a una falda, e corrispondono ai punti di una curva chiusa (ellissi). 
Nelle figure z è l'asse verticale.
| iperboloide a una falda. | iperboloide a due falde. |

Quando {\displaystyle a=b} si ha un iperboloide di rotazione intorno all'asse z.
La rotazione di una iperbole attorno al suo asse focale genera un iperboloide a due falde; la rotazione attorno all'asse perpendicolare all'asse focale genera un iperboloide a una falda.
Si può anche definire un iperboloide a due falde di rotazione, il cui asse passi per due punti fissati che chiamiamo A e B, come il luogo dei punti P tali che presentano costante la differenza di distanze |AP-BP|. I punti A e B sono chiamati i fuochi dell'iperboloide.
Un iperboloide a una falda è una superficie rigata; se in particolare si tratta di un iperboloide di rivoluzione, la superficie può essere ottenuta anche
dalla rotazione di una retta attorno ad una retta sghemba rispetto alla precedente. Le torri di raffreddamento in cemento armato 
hanno la forma di un iperboloide a una falda perché la loro geometria consente una efficiente dissipazione del calore.
Si dice iperboloide degenere una superficie della forma:
{\displaystyle {x^{2} \over a^{2}}+{y^{2} \over b^{2}}-{z^{2} \over c^{2}}=0} ;
se a = b si ha un cono; in caso contrario si ha
un cono ellittico.